# 薄氏银杏蟹
薄氏银杏蟹（学名：Actaea bocki）为扇蟹科银杏蟹属的动物。分布于日本、对马岛、台湾岛等地，生活环境为海水，常栖息于水深35-120米的沙质底。其生存的海拔范围为-120至-35米。